# Anne Hunter
Anne Home Hunter (* 13. März 1742 in Waterford, Irland; † 7. Januar 1821 in London) war eine britische Dichterin und Komponistin des späten 18. und frühen 19. Jahrhunderts und die Frau des schottischen Anatomen und Chirurgen John Hunter, mit dem sie vier Kinder hatte. Wegen ihrer engen Freundschaft und ihres Einflusses auf den Komponisten Joseph Haydn wird sie häufig als dessen Muse bezeichnet.

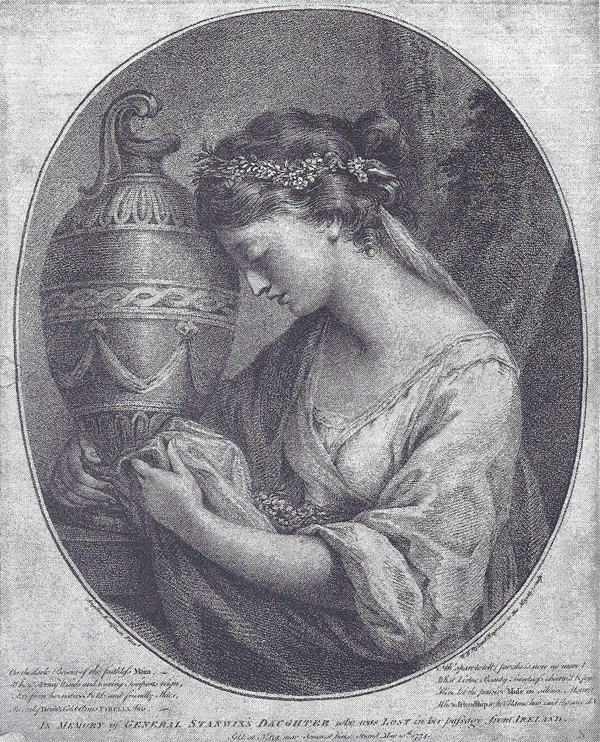
Anne Home als Die gedankenvolle Muse (engl. The Pensive Muse). Stich von W. W. Ryland, nach einem verlorengegangenen Porträt von Angelica Kauffman, 1767.

## Werk
Hunters zumeist dunkle Gedichte wurden in eine Vielzahl von Anthologien des ausgehenden 18. und frühen 19. Jahrhunderts aufgenommen. Ihre Liedkompositionen – in der Regel anonym veröffentlicht – waren dagegen nicht so erfolgreich und wurden häufig durch diejenigen anderer Komponisten ersetzt. Hunters bekannteste Gedichte waren diejenigen, die Joseph Haydn bei seinem ersten Aufenthalt in London 1791 oder 1792 vertonte. Sie wurden 1794 als VI Original Canzonettas veröffentlicht. Nach dem Tode ihres Mannes John im Jahr 1793 verfasste Hunter unter anderem ein Libretto für Haydns Oratorium Die Schöpfung und 14 Gedichte für George Thomsons Select Collection of Original Welsh Airs. Im Jahr 1802 veröffentlichte Anne rund 60 ihrer Gedichte in dem Band Poems, der schon 1803 eine zweite Auflage erlebte. Ein Jahr später folgte eine Sammlung humorvoller Gedichte unter dem Titel The Sports of Genii.
Laut ihrer Biographin Caroline Grigson war Hunter eine der erfolgreichsten Lieddichterinnen in der zweiten Hälfte des 18. Jahrhunderts.